# Ove Widegren
Sven Ove Widegren, född 8 april 1945 i Örebro, är en svensk målare.
Han är son till verkmästaren Sven Gösta Widegren och Vera Linnea Thorell. Widegren arbetade först som svetsare 1961–1965 och genomgick en folkhögskoleutbildning 1956–1967. Som konstnär är han autodidakt och bedrev självstudier under en resa till Paris 1966. Han medverkade i Örebro konstförenings utställningar Länets konst som visades på Örebro läns museum och i utställningen Punkt 66 som visades som en del av Örebro stads 700-årsjubileum 1965. Hans konst består av figurmotiv och landskapsskildringar utförda i olja eller akvarell.